# Synagrops malayanus
Synagrops malayanus è un pesce osseo marino appartenente alla famiglia Acropomatidae.